# Dragovci
Dragovci är en ort i Kroatien.   Den ligger i länet Brod-Posavina, i den östra delen av landet, 150 km öster om huvudstaden Zagreb. Dragovci ligger 106 meter över havet och antalet invånare är 362.
Terrängen runt Dragovci är varierad. Runt Dragovci är det ganska glesbefolkat, med 35 invånare per kvadratkilometer. Närmaste större samhälle är Požega, 13,6 km norr om Dragovci. Trakten runt Dragovci består till största delen av jordbruksmark.